# Saligny (Yonne)
 Saligny  es una comuna y población de Francia, en la región de Borgoña, departamento de Yonne, en el distrito de Sens y cantón de Sens Nordeste.
Su población en el censo de 1999 era de 584 habitantes.
No está integrada en ninguna Communauté de communes u organismo similar.

## Demografía
| 268 | 303 | 358 | 504 | 544 | 584 |
| Para los censos de 1962 a 1999 la población legal corresponde a la población sin duplicidades (Fuente: INSEE [Consultar]) |     |     |     |     |     |